# Zaleodes xylochroa
Zaleodes xylochroa là một loài bướm đêm trong họ Noctuidae.